# 伊芳尼
6°40′N 2°43′E / 6.667°N 2.717°E

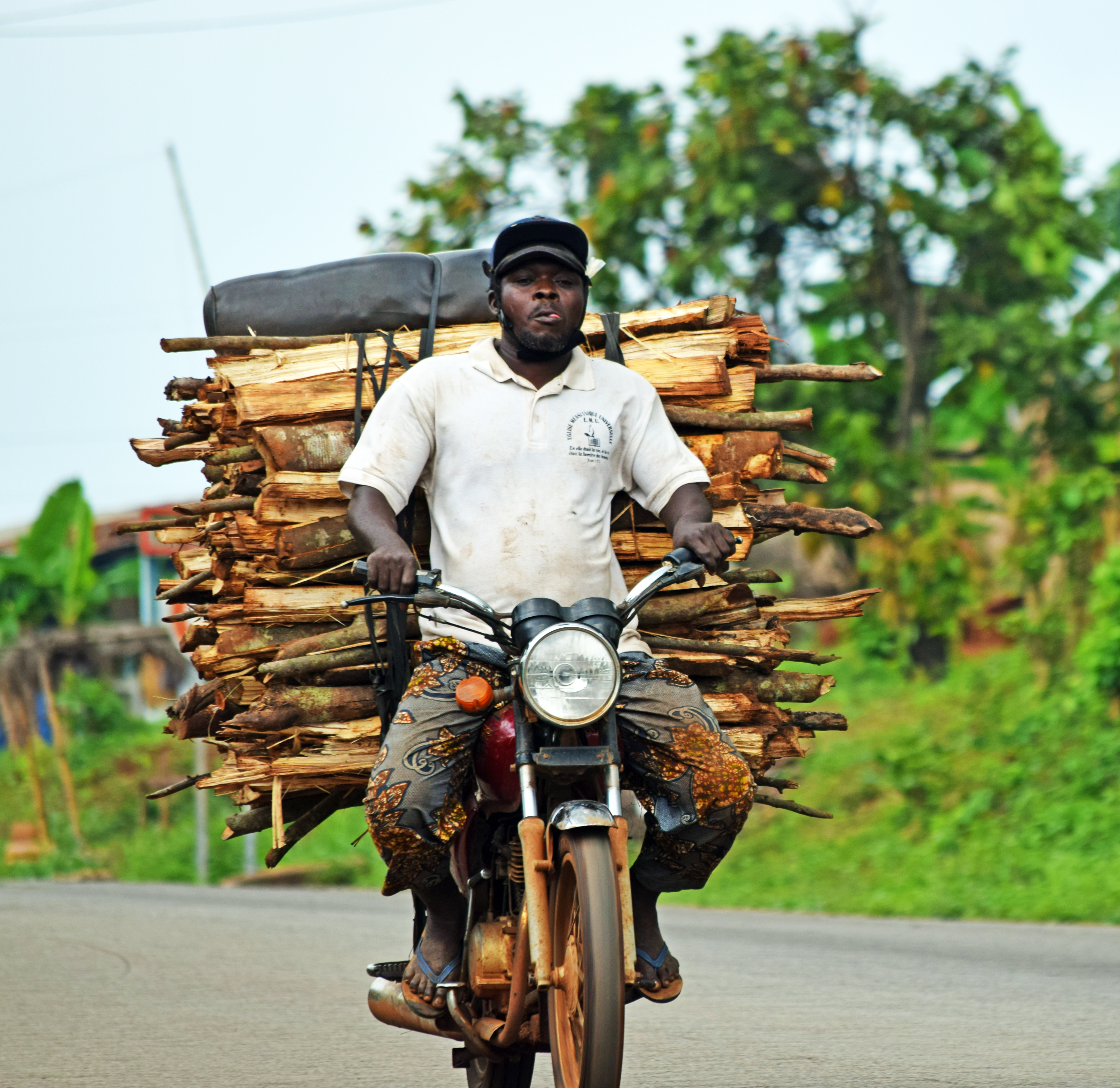
伊芳尼當地運送木材的居民

伊芳尼（法語：Ifangni）是貝寧的城鎮，位於該國東南部，由高原省負責管轄，面積242平方公里，海拔高度36米，2013年該城鎮人口110,973，人口密度每平方公里459人。